# Agriades
Genre
Agriades est un genre de lépidoptères (papillons) de la famille des Lycaenidae et de la sous-famille des Polyommatinae.

## Systématique
Le genre Agriades a été décrit par l'entomologiste allemand Jakob Hübner en 1819.
L'espèce type pour le genre est Agriades glandon (Prunner, 1798).
Synonymes : 
- Albulina Tutt, 1909
- Vacciniina Tutt, 1909
- Latiorina Tutt, 1909
- Himalaya Koçak & Seven, 1998
- Mestore Koçak & Kemal, 2007
- Xinjiangia Huang & Murayama, 1988

Certains auteurs, notamment au début du XXIe siècle, considèrent Agriades comme un synonyme de Plebejus.
Des études de phylogénétique moléculaire ont cependant confirmé la validité du genre Agriades et ont précisé sa position systématique : elles ont montré qu’Agriades s. str. n'est pas étroitement apparenté à Plebejus s. str., mais est le groupe frère de l'espèce nommée jusque là Vacciniina optilete, leur regroupement étant le groupe frère du groupe Albulina. Ces taxons ont alors été regroupés, les noms Albulina et Vacciniina étant mis en synonymie avec Agriades.

## Liste des espèces
La liste suivante suit la division en groupes d’espèces du site Funet :
Groupe aquilo :
- Agriades podarce (C. & R. Felder, [1865]) — Californie, Colorado, Nevada
- Agriades glandon (de Prunner, 1798) — l’Azuré des soldanelles — Alpes, Pyrénées, Asie centrale, Sibérie, Amérique du Nord
- Agriades aquilo (Boisduval, 1832) — Europe arctique — parfois considéré comme une sous-espèce d’Agriades glandon
- Agriades cassiope Emmel & Emmel, 1998 — Californie — parfois considéré comme une sous-espèce d’Agriades glandon
- Agriades diodorus (Bremer, 1861) — Mongolie, Nord de la Chine, Sud de la Sibérie

Groupe ellisi :
- Agriades ellisi (Marshall, 1882) — Himalaya
- Agriades errans (Riley, 1927) — Himalaya
- Agriades janigena (Riley, 1923) — Tibet
- Agriades jaloka Moore, [1875]) — Himalaya, Baltistan, Cachemire
- Agriades kurtjohnsoni Bálint, 1997 — Himalaya
- Agriades morsheadi (Evans, 1923) — Tibet

Groupe pyrenaica :
- Agriades aegagrus (Christoph, 1873) — Nord de l'Iran
- Agriades forsteri Sakai, 1978 — Asie centrale
- Agriades pheretiades (Eversmann, 1843) — Asie centrale
- Agriades pyrenaica (Boisduval, 1840) — l’Azuré de l'androsace — Pyrénées, monts Cantabriques, Ukraine, Russie
- Agriades dardanus (Freyer, 1845) — Balkans, Asie mineure, Caucase — parfois considéré comme une sous-espèce d’Agriades pyrenaica
- Agriades zullichi Hemming, 1933 — Sierra Nevada espagnole — parfois considéré comme une sous-espèce d’Agriades glandon

Groupe sikkima :
- Agriades dis (Grum-Grshimailo, 1891) — Asie centrale, Himalaya
- Agriades luana (Evans, 1915) — Tibet
- Agriades sikkima (Harcourt-Bath, 1900) — Himalaya

Espèces au placement incertain :
- Agriades walterfoster (Koçak, 1996) — Afghanistan
- Agriades kumukuleensis (Huang & Murayama, 1988) — Chine

Groupe orbitulus (auparavant dans l’ex-genre Albulina) :
- Agriades amphirroe (Oberthür, 1910) — Tibet
- Agriades arcaseia (Fruhstorfer, 1916) — Sikkim, Tibet
- Agriades asiatica (Elwes, 1882) — Asie centrale, Himalaya
- Agriades lehanus (Moore, 1878) — Himalaya, Cachemire, Tibet
- Agriades pharis (Fawcett, 1903) — Himalaya, Sikkim
- Agriades shahidulla (Yoshino, 2003) — Chine
- Agriades armathea (Fruhstorfer, 1916) — Chine
- Agriades artenita (Fruhstorfer, 1916) — Chine
- Agriades orbitulus (de Prunner, 1798) — l’Azuré de la phaque — Alpes, Suède et Norvège, Oural, Sud de la Sibérie, Asie centrale et orientale
- Agriades orbona (Grum-Grshimailo, 1891) — Chine

Groupe optilete (auparavant dans l’ex-genre Vacciniina) :
- Agriades optilete (Knoch, 1781) — l’Azuré de la canneberge — Alpes ; du Nord de l'Europe au Japon ; Amérique du Nord

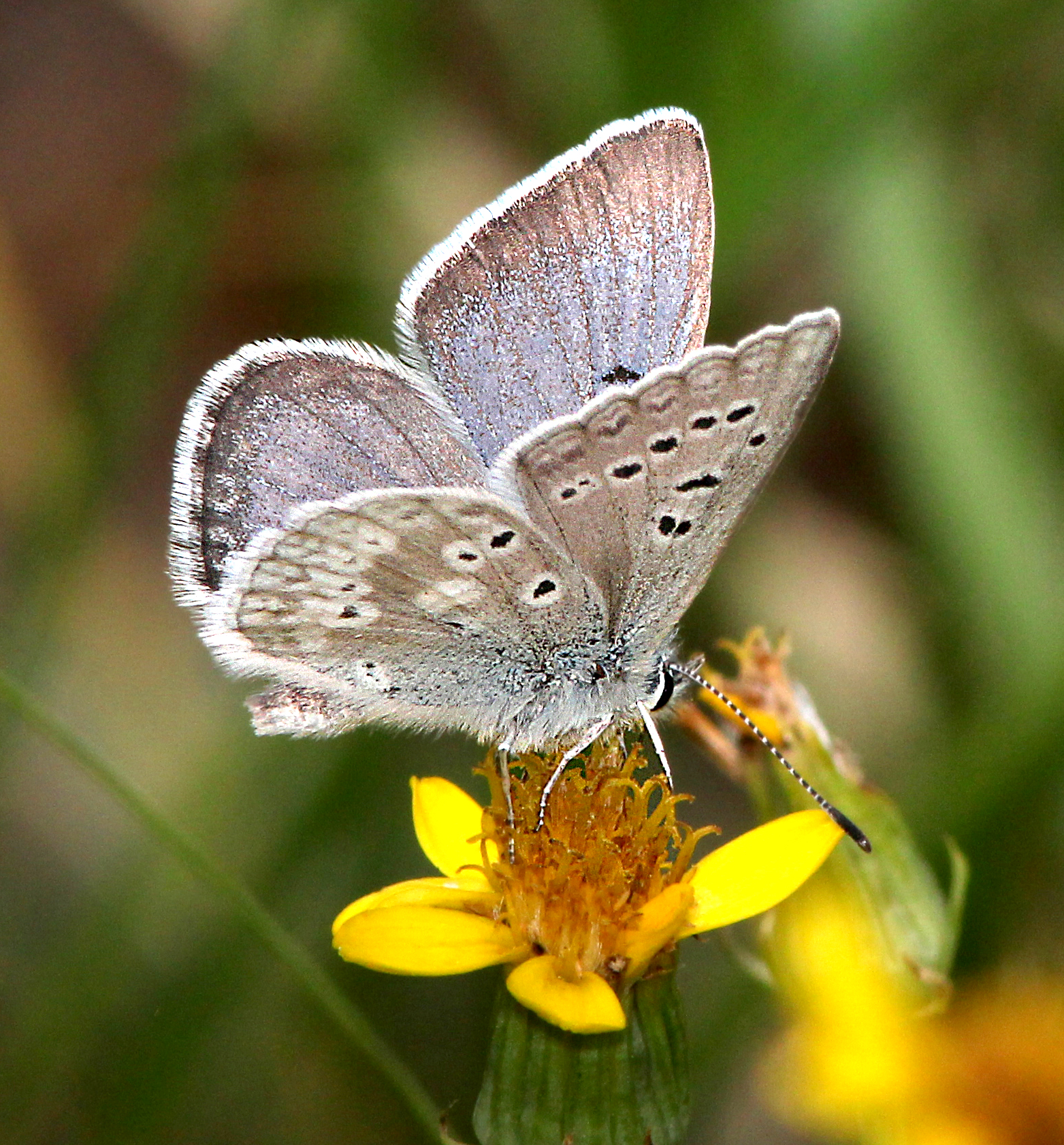
Agriades glandon
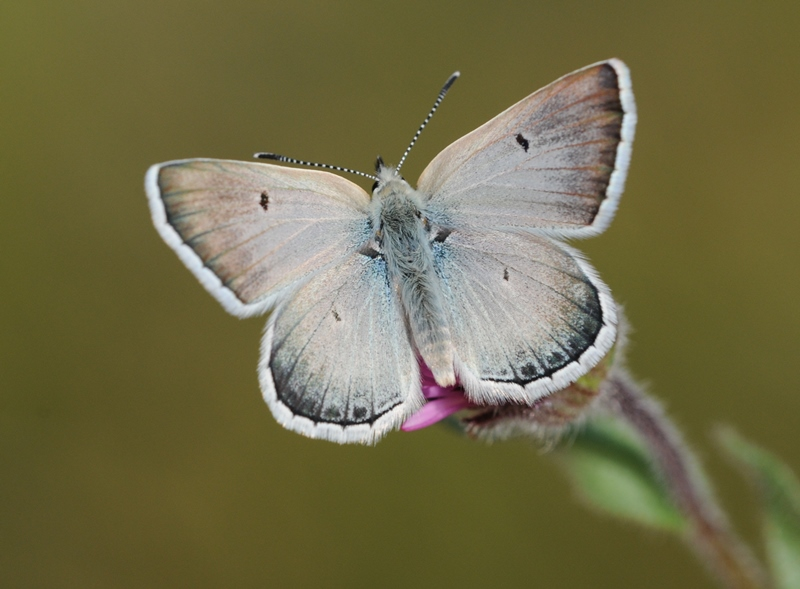
Agriades dardanus
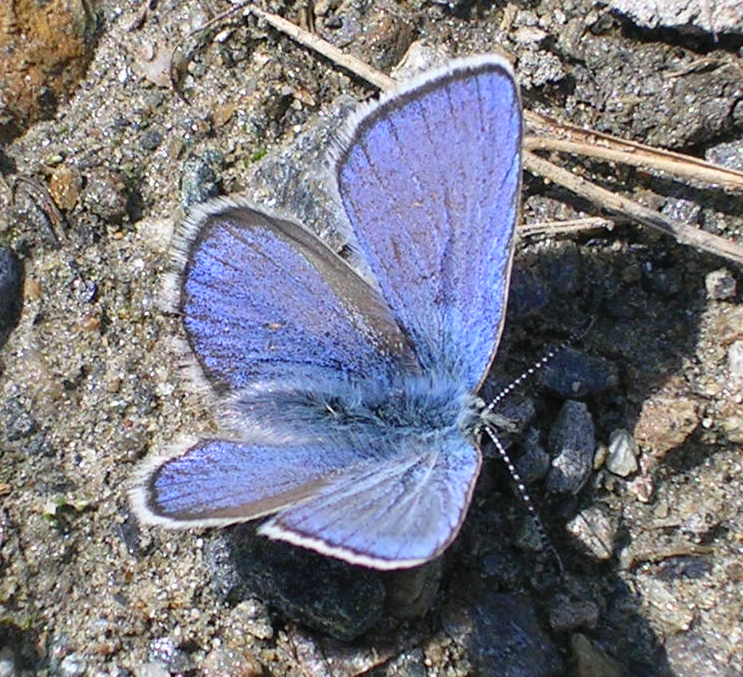
Agriades orbitulus
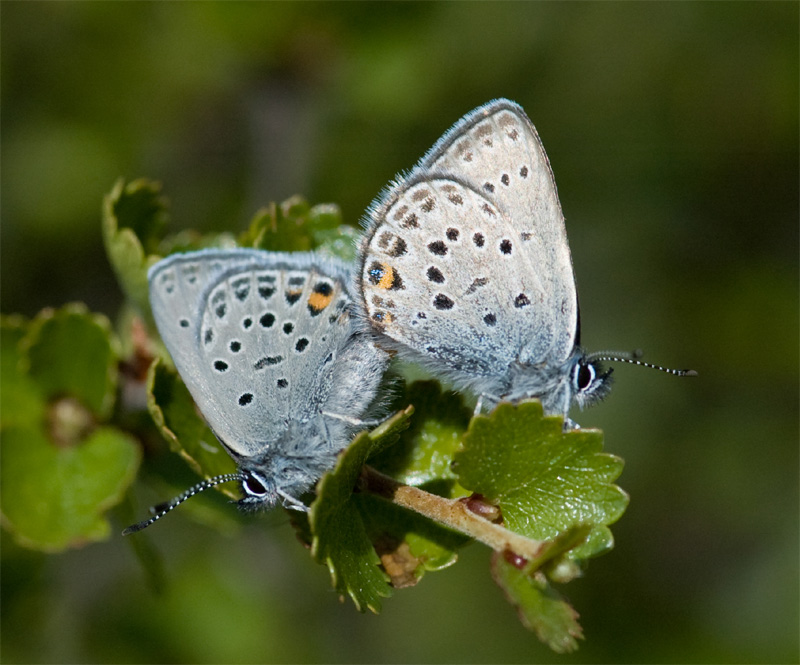
Agriades optilete

## Morphologie
Les imagos des espèces du genre Agriades sont des petits papillons dont le dessus des ailes est généralement bleu ou gris chez les mâles, et brun ou gris-brun chez les femelles. Le revers des ailes est généralement gris ou beige, orné d'une ponctuation souvent moins marquée que chez les genres voisins, parfois réduite à de simples taches blanches à l'aile postérieure, comme chez A. orbitulus.

## Distribution géographique
Les espèces du genre Agriades se rencontrent dans les milieux froids des écozones paléarctique (en Eurasie) et néarctique (en Amérique du Nord), notamment dans les chaînes de montagnes et dans les régions arctiques et subarctiques.